# Сепно-Радоня
Сепно-Радоня (пол. Sepno-Radonia) — село в Польщі, у гміні Славно Опочинського повіту Лодзинського воєводства.
Населення — 58 осіб (2011).
У 1975-1998 роках село належало до Пйотрковського воєводства.

## Демографія
Демографічна структура станом на 31 березня 2011 року:
|          | Загалом | Допрацездатний вік | Працездатний вік | Постпрацездатний вік |
| -------- | ------- | ------------------ | ---------------- | -------------------- |
| Чоловіки | 35      | 6                  | 23               | 6                    |
| Жінки    | 23      | 1                  | 9                | 13                   |
| Разом    | 58      | 7                  | 32               | 19                   |